# Le Vrétot
Le Vrétot és un municipi francès situat al departament de la Manche i a la regió de Normandia. L'any 2007 tenia 548 habitants.

## Demografia

### Població
El 2007 la població de fet de Le Vrétot era de 548 persones. Hi havia 227 famílies de les quals 56 eren unipersonals (20 homes vivint sols i 36 dones vivint soles), 94 parelles sense fills, 73 parelles amb fills i 4 famílies monoparentals amb fills.
La població ha evolucionat segons el següent gràfic:
Habitants censats

### Habitatges
El 2007 hi havia 304 habitatges, 230 eren l'habitatge principal de la família, 59 eren segones residències i 15 estaven desocupats. 290 eren cases i 7 eren apartaments. Dels 230 habitatges principals, 192 estaven ocupats pels seus propietaris, 35 estaven llogats i ocupats pels llogaters i 2 estaven cedits a títol gratuït; 2 tenien una cambra, 22 en tenien dues, 55 en tenien tres, 70 en tenien quatre i 81 en tenien cinc o més. 149 habitatges disposaven pel capbaix d'una plaça de pàrquing. A 102 habitatges hi havia un automòbil i a 104 n'hi havia dos o més.

### Piràmide de població
La piràmide de població per edats i sexe el 2009 era:
| Homes | Edats   | Dones |
| ----- | ------- | ----- |
| 0     | 95 o +  | 0     |
| 0     | 90 a 94 | 0     |
| 4     | 85 a 89 | 12    |
| 0     | 80 a 84 | 0     |
| 0     | 75 a 79 | 4     |
| 12    | 70 a 74 | 16    |
| 20    | 65 a 69 | 12    |
| 24    | 60 a 64 | 24    |
| 28    | 55 a 59 | 8     |
| 12    | 50 a 54 | 32    |
| 20    | 45 a 49 | 8     |
| 24    | 40 a 44 | 20    |
| 24    | 35 a 39 | 8     |
| 20    | 30 a 34 | 36    |
| 16    | 25 a 29 | 8     |
| 16    | 20 a 24 | 8     |
| 4     | 15 a 19 | 16    |
| 4     | 10 a 14 | 8     |
| 24    | 5 a 9   | 24    |
| 32    | 0 a 4   | 20    |

## Economia
El 2007 la població en edat de treballar era de 340 persones, 238 eren actives i 102 eren inactives. De les 238 persones actives 223 estaven ocupades (128 homes i 95 dones) i 15 estaven aturades (5 homes i 10 dones). De les 102 persones inactives 57 estaven jubilades, 13 estaven estudiant i 32 estaven classificades com a «altres inactius».

### Ingressos
El 2009 a Le Vrétot hi havia 228 unitats fiscals que integraven 541 persones, la mediana anual d'ingressos fiscals per persona era de 14.034 €.

### Activitats econòmiques
Dels 13 establiments que hi havia el 2007, 1 era d'una empresa alimentària, 1 d'una empresa de fabricació d'elements pel transport, 8 d'empreses de construcció, 2 d'empreses de comerç i reparació d'automòbils i 1 d'una empresa de serveis.
Dels 7 establiments de servei als particulars que hi havia el 2009, 3 eren paletes, 1 guixaire pintor, 1 fusteria i 2 electricistes.
L'únic establiment comercial que hi havia el 2009 era una fleca.
L'any 2000 a Le Vrétot hi havia 66 explotacions agrícoles que ocupaven un total de 1.170 hectàrees.

## Equipaments sanitaris i escolars
El 2009 hi havia una escola elemental.

## Poblacions més properes
El següent diagrama mostra les poblacions més properes.